# Aloe breviscapa
Aloe breviscapa ist eine Pflanzenart der Gattung der Aloen in der Unterfamilie der Affodillgewächse (Asphodeloideae). Das Artepitheton breviscapa leitet sich von den lateinischen Worten brevis für ‚kurz‘ sowie scapus für ‚Schaft‘ ab und verweist auf den kurzen Blütenstand der Art.

## Beschreibung

### Vegetative Merkmale
Aloe breviscapa wächst stammbildend, sprosst und bildet kleine bis große dichte Klumpen. Der Stamm ist kurz oder bis 50 Zentimeter lang. Er ist niederliegend und erreicht im Alter eine Länge bis zu 100 Zentimeter. Die etwa 24 lanzettlich spitz zulaufenden Laubblätter bilden dichte Rosetten. Die bläulich grüne, rötlich überhauchte Blattspreite ist 30 bis 35 Zentimeter lang und 8 bis 10 Zentimeter breit. Die Zähne am Blattrand fehlen oder es sind im untersten Viertel wenige, 1 bis 2 Millimeter lange, stumpfe Zähne vorhanden, die 10 Millimeter voneinander entfernt stehen. Der Blattsaft ist trocken gelb.

### Blütenstände und Blüten
Der bogig aufsteigende Blütenstand besteht aus vier bis acht Zweigen und erreicht eine Länge von etwa 50 Zentimeter. Die lockeren, zylindrischen Trauben sind 20 bis 25 Zentimeter lang und 6 Zentimeter breit. Die eiförmig-spitzen Brakteen weisen eine Länge von 6 Millimeter auf und sind 3 Millimeter breit. Die scharlachroten, bereiften Blüten sind an ihrer Mündung grünlich. Sie stehen an 10 bis 14 Millimeter lange Blütenstielen. Die Blüten sind 26 bis 30 Millimeter lang und an ihrer Basis kurz verschmälert. Auf Höhe des Fruchtknotens weisen die Blüten einen Durchmesser von 8 Millimeter auf. Darüber sind sie leicht verengt. Ihre äußeren Perigonblätter sind auf einer Länge von 10 Millimetern nicht miteinander verwachsen. Die Staubblätter und der Griffel ragen 2 bis 4 Millimeter aus der Blüte heraus.

## Systematik und Verbreitung
Aloe breviscapa ist in Somalia auf trockenen Gipsebenen in Höhen von etwa 1400 Metern verbreitet.
Die Erstbeschreibung durch Gilbert Westacott Reynolds und Peter René Oscar Bally wurde 1958 veröffentlicht.

## Nachweise